# Mi-Sex
I Mi-Sex sono un gruppo musicale rock/new wave neozelandese, attivo principalmente dal 1978 al 1985. Guidati dal cantante Steve Gilpin, i loro brani più noti furono i singoli Computer Games del 1979 e People del 1980. Il loro secondo album, Space Race, ha raggiunto la prima posizione nelle classifiche neozelandesi del 1980.

## Discografia

### Album in studio
- 1979 – Graffiti Crimes
- 1980 – Space Race
- 1981 – Shanghaied!
- 1983 – Where Do They Go?
- 2016 – Not from Here

### EP
- 2016 – Extended Play

### Raccolte
- 1985 – '79-'85
- 2007 – The Essential Mi-Sex

### Singoli
- 1978 – Straight Laddie
- 1979 – But You Don't Care
- 1979 – Computer Games
- 1980 – People
- 1980 – Space Race
- 1980 – It Only Hurts When I'm Laughing
- 1981 – Falling In and Out
- 1981 – Missing Person
- 1981 – Shanghaied!
- 1982 – Castaway
- 1982 – Down the Line (Makin' Love on the Telephone)
- 1982 – Lost Time
- 1983 – Only Thinking
- 1984 – Blue Day
- 1984 – 5 O'Clock (In the Morning)
- 2016 – Somebody
- 2016 – My Sex Your Sex